# كلير فورلاني
كليري أنتونيا فورلاني (بالإنجليزية: Claire Antonia Forlani)‏ وتعرف في الوسط الفني باسم كليري فورلاني ((بالإنجليزية: Claire Forlani)‏، المزدادة في 17 ديسمبر 1971) هي ممثلة إنجليزية اشتهرت خلال أواسط التسعينات خلال دورها في فيلم «مولراتس» (بالإنجليزية: Mallrats)‏، إضافة إلى فيلم السيرة «باسكيات» (بالإنجليزية: Basquiat)‏. في 1998 ظهرت في الفيلم الرومانسي «لقاء جو بلاك» (بالإنجليزية: Meet Joe Black)‏. كما ظهرت في عديد البرامج الأعمال التلفزيونية مثل «كاميلوت»، «سي إس آي: نيويورك»، «إن سي آي إس: لوس أنجلوس» و«هاواي فايف أو».

## النشأة
ولدت كلير فورلاني في 17 ديسمبر 1971 في تويكنهام، لندن، ابنة «باربارا» وهي إنجليزية، و«بيير لويجي فورلاني» منتج موسيقي من فيرارا بإيطاليا. في سن الحادية عشرة دخلت فورلاني مدرسة الفنون التعليمية في لندن، حيث بدأت دراسة التمثيل. وخلال ست سنوات في المدرسة درست أيضا الرقص، مما أدى بها إلى تقديم عروض على خشبة المسرح في رقصة كسارة البندق.

## الحياة الشخصية

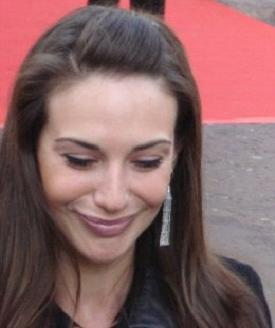
كلير فورلاني في العرض العالمي الأول لفيلمها "ذكريات كاذبة"

تزوجت كلير من الممثل الاسكتلندي «دوجراي سكوت» في إيطاليا، ورزقت منه بطفل يدعى «ميلو توماس سكوت» ولد في 27 ديسمبر 2014.

## فيلموغرافيا

### الأفلام
| السنة | الفيلم                                                           |
| ----- | ---------------------------------------------------------------- |
| 1992  | عيون الغجر Gypsy Eyes                                            |
| 1994  | أكاديمية الشرطة: مهمة في موسكو Police Academy: Mission to Moscow |
| 1995  | مولراتس Mallrats                                                 |
| 1996  | الصخرة الصخرة (فيلم)                                             |
| 1996  | باسكيات Basquiat                                                 |
| 1996  | محل للبيع Garage Sale                                            |
| 1997  | آخر مرة انتحرت فيها The Last Time I Committed Suicide            |
| 1998  | ريحان Basil                                                      |
| 1998  | لقاء جو بلاك Meet Joe Black                                      |
| 1998  | في قلبي Into My Heart                                            |
| 1999  | رجال الغموض Mystery Men                                          |
| 2000  | السحرة Magicians                                                 |
| 2000  | أولاد وبنات Boys and Girls                                       |
| 2001  | مكافحة الاحتكار Antitrust                                        |
| 2002  | قاتل مستأجر Triggermen                                           |
| 2003  | ميدالية The Medallion                                            |
| 2004  | بوبي جونز: الأزمة العبقرية Bobby Jones: Stroke of Genius         |
| 2004  | ذهب الظلام Gone Dark                                             |
| 2005  | الشارع الأخضر Green Street                                       |
| 2005  | ريبلي تحت الأرض Ripley Under Ground                              |
| 2005  | الظلال في الشمس Shadows in the Sun                               |
| 2007  | في اسم الملك In the Name of the King                             |
| 2007  | هالام فوي Hallam Foe                                             |
| 2008  | ذكريات كاذبة Flashbacks of a Fool                                |
| 2008  | بيرة لخيولي Beer for My Horses                                   |
| 2009  | لا يُنسى Not Forgotten                                            |
| 2009  | شانون رينبو Shannon's Rainbow                                    |
| 2011  | مطبخ الحب Love's Kitchen                                         |
| 2013  | آخر مني Another Me                                               |
| 2016  | البضائع الثمينة Precious Cargo                                   |
| 2017  | جحيم الكريستال Crystal Inferno                                   |